# Lost Tracks
Lost tracks is een album van Anouk uit 2001. Het album, bestaande uit een cd en een video-dvd, bevat afwijkende (live)-versies van eerder uitgebracht werk, maar ook enkele niet eerder verschenen nummers.
Het album werd eind maart 2001 uitgebracht en debuteerde een week later op de eerste plaats van de Nederlandse Album Top 100. Het stond in totaal vijf weken op nummer 1 en 39 weken in de albumlijst genoteerd. In de Vlaamse albumlijst hield Lost tracks het 15 weken vol, met de vijfde plaats als hoogste positie. In Nederland werd het album bekroond met een gouden plaat.
Van het album werd één single uitgebracht: Love, dat bleef steken op de tweede plaats van de Nederlandse tipparade.

## Nummers van de cd
1. Break Down The Wall (original version)
2. Love (acoustic version for radio 3FM)
3. Don't (remix)
4. Sacrifice (string version)
5. Home is in my head
6. Redemption (duet met The Anonymous)
7. I Alone (duet met Sam Bettens/K's Choice - 2 meter sessie)
8. Nobody's Wife (reggae version - 2 meter sessie)
9. Lovin' Whiskey (live)
10. Last time
11. It's so hard (2 meter sessie)
12. Break Down The Wall (acoustic version for Veronica FM)
13. Don't (acoustic version)
14. In The Sand (*)
15. R.U. Kiddin' Me (*)

(*) Deze nummers zijn niet opgenomen in een studio maar in een keuken, in "villa at Valle de Lobo" in Portugal, met een gewone DAT-recorder. Het geeft simpelweg een idee van hoe de nummers gecreëerd zijn.

## Nummers van de video-dvd
1. Mood Indigo
2. Nobody's Wife
3. Nobody's Wife (Amerikaanse versie)
4. It's So Hard
5. Sacrifice (verboden versie)
6. Sacrifice
7. R.U. Kiddin' Me
8. The Dark
9. Michel
10. Don't